# Palma (araldica)
Palma è un termine utilizzato in araldica per indicare il ramo del palmizio. Correntemente si usa palma anche per indicare la pianta, che sarebbe più appropriato definire palmizio.

## Dettagli
La palma è simbolo di vittoria e della pace con essa ottenuta, può anche indicare il martirio (vedi palma del martirio). Uno o due rami di palma portati come ornamenti esteriori su uno stemma civico possono indicare gli assedi (e quindi il martirio) subìto dalla città.
La palma è stata spesso assunta nello stemma da chi aveva condotto una prolungata resistenza in battaglia.
La corona con le palme è formata da una corona d'oro all'antica con due palme di verde passate in croce di Sant'Andrea e moventi dai lati interni della corona.

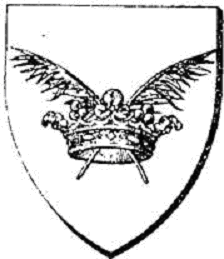
Due palme in decusse infilate in una corona
Palma (palmizio) di verde fruttata d'oro (Hallwil, Svizzera)
D'argento, alla palma (palmizio) d'oro (Grambois, Francia, stemma in uso fino al 1866)
Di rosso, a Sant'Eufemia in maestà, nell'atto di impugnare con una mano la palma del martirio (Sant'Eufemia d'Aspromonte)
Lo stemma di Cuneo è accostato da due fronde di palma
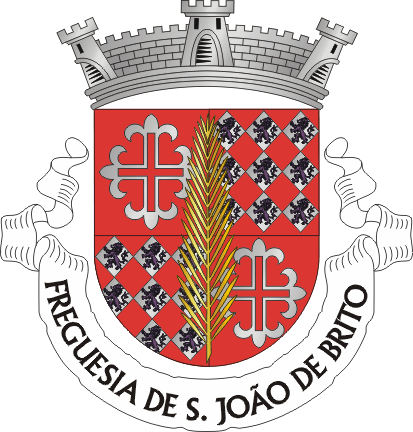
Ramo di palma attraversante (São João de Brito, Portogallo)
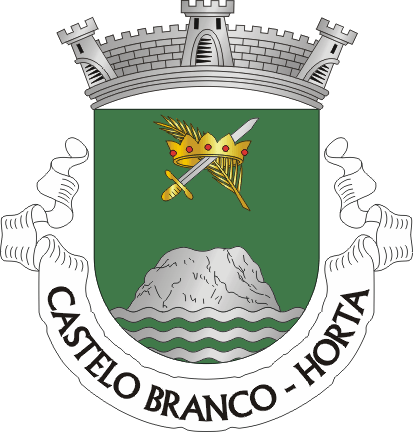
Corona infilzata da una spada e una palma in decusse (freguesia di Castelo Branco, Horta, Portogallo)
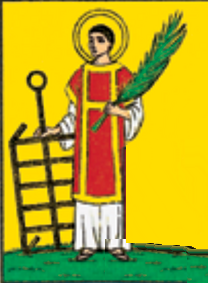
San Lorenzo con palma e graticola (Breitensee, quartiere di Vienna, Austria)
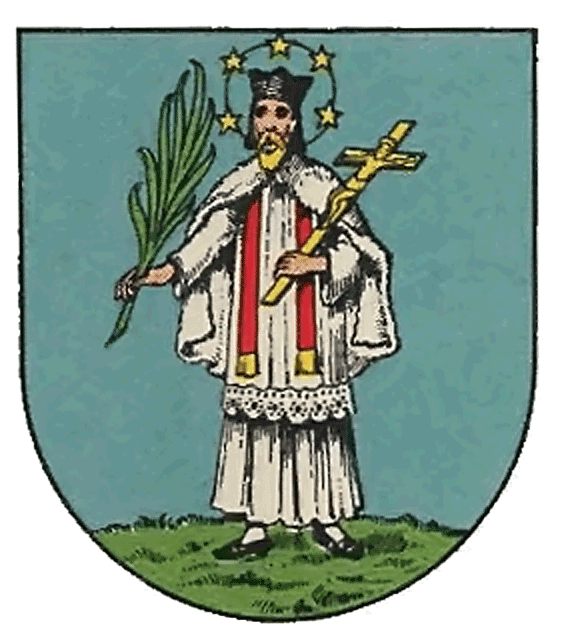
San Giovanni Nepomuceno con palma, crocefisso e corona di stelle (Gersthof, quartiere di Vienna, Austria)
Mano tenente una palma (Palmela, Portogallo)
D'azzurro, alla palma d'oro (La Palma d'Ebre, Spagna)
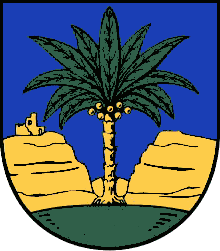
Palmizio fruttato d'oro, fogliato di verde (Bad Berka, Germania)
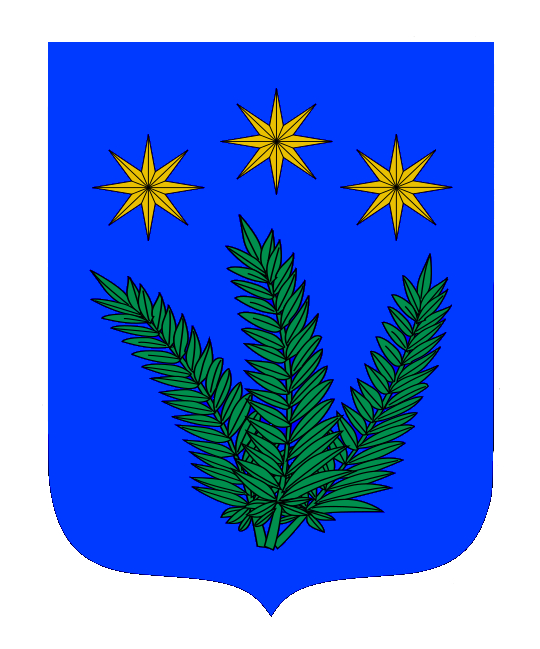
D'azzurro, a tre palme accompagnate da tre stelle di otto raggi d'oro (stemma della famiglia Piagentini)
[…]. Sopra lo scudo di Santa Marinella, la corona d'oro da città, e, sotto il motto, le due palme di verde, decussate, e legate dal nastro tricolore, con i colori nazionali

Stemma ufficiale della Tripolitania italiana

Nell'araldica militare italiana la palma al naturale fruttata d'oro, emblema della Tripolitania, è il simbolo concesso alle unità che hanno combattuto nella guerra italo-turca.
Nell'araldica imperiale napoleonica la palma era l'insegna dei baroni scienziati (quarto sinistro di rosso, alla palma d'argento in banda).